# Karen Fisher
Karen Fisher (Portland, Oregón; 26 de octubre de 1976) es una actriz pornográfica, directora y estríper estadounidense.

## Biografía
Karen Fisher, nombre artístico de Cassandra Falsetti, nació en la ciudad de Portland, estado de Oregón, en octubre de 1976. Comenzó a trabajar a los 18 años como bailarina exótica en un club de estriptis. Realizó otros trabajos como camarera, limpiadora y operadora de telemarketing en Florida.
Entró en la industria pornográfica en 2002, a los 26 años de edad. Como actriz ha trabajado para productoras como Dogfart, Digital Sin, Elegant Angel, Venus Girls Productions, Hustler, Lethal Hardcore, Score, Evil Angel o Pure Play Media.
También ha posado y trabajado para diversos sitios web como Bang Bros, Brazzers, Reality Kings o Naughty America.
En 2015, 2016 y 2017 recibió las nominaciones de los fanes en los Premios AVN a la MILF más caliente.
Ha rodado más de 780 películas.
Algunas películas de su filmografía fueron Big Boob Chicks 3, Clean My Ass, Heavy Handfuls, Just Juggs, Matrimonial Mother Fuckers, MILF Explosion, Score Sexplosion, Sexy Milf Loving o Way Over 40.

## Premios y nominaciones
| Año  | Ceremonia   | Resultado | Premio                         | Trabajo |
| ---- | ----------- | --------- | ------------------------------ | ------- |
| 2015 | Premios AVN | Nominada  | Premio fan: MILF más caliente  | —       |
| 2015 | Premios AVN | Nominada  | Premio fan: Estrella mediática | —       |
| 2016 | Premios AVN | Nominada  | Premio fan: MILF más caliente  | —       |
| 2017 | Premios AVN | Nominada  | Premio fan: MILF más caliente  | —       |
| 2017 | Premios AVN | Nominada  | Premio fan: Estrella mediática | —       |
| 2018 | Premios AVN | Nominada  | Premio fan: MILF más caliente  | —       |
| 2019 | Premios AVN | Nominada  | Premio fan: MILF más caliente  | —       |